# Piccadilly (Terre-Neuve-et-Labrador)
Pour les articles homonymes, voir Piccadilly.
Piccadilly est une municipalité, située sur l'Île de Terre-Neuve, dans la province de Terre-Neuve-et-Labrador, au Canada.